# Eduard Riehm

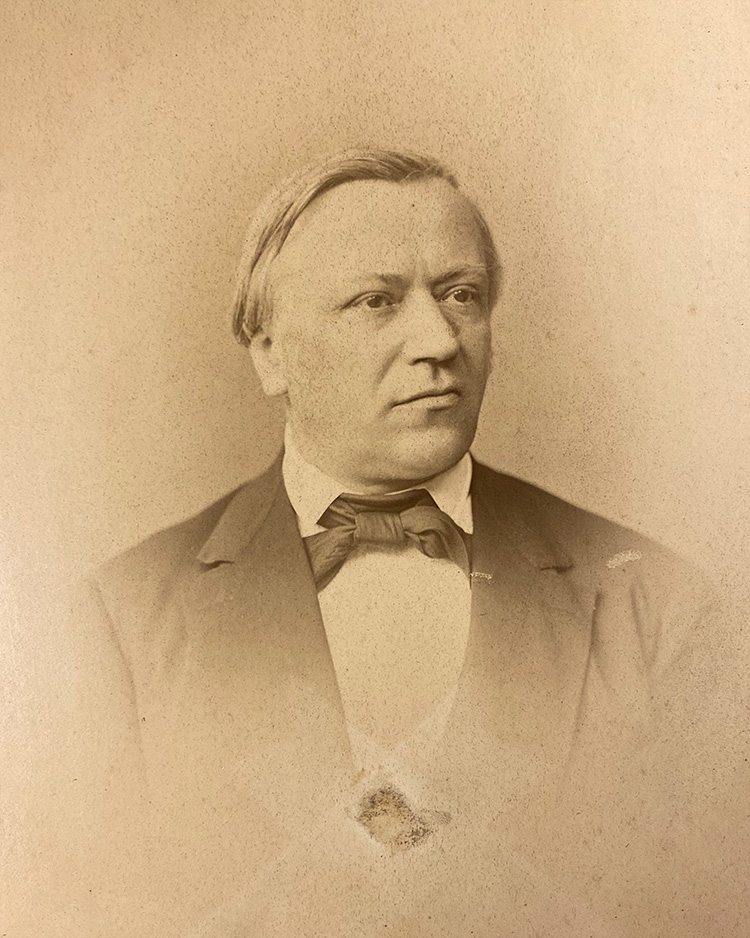
Eduard Riehm

Eduard Carl August Riehm (* 20. Dezember 1830 in Diersburg; † 5. April 1888 in Giebichenstein) war ein deutscher evangelischer Theologe.

## Leben
Der Sohn des Pfarrers Heinrich Isaak Riehm besuchte nach anfänglichem Privatunterricht bei seinem Vater das Pädagogium in Pforzheim. 1845 bezog er das Gymnasium in Ludwigsburg, von wo er nach Erwerb der Hochschulreife zur Universität Heidelberg wechselte, um im Herbst 1848 das Studium der Theologie zu beginnen. In Heidelberg besuchte er die Vorlesungen von Carl Christian Ullmann (1796–1865) und Karl Bernhard Hundeshagen, studierte von Ostern 1850 bis 1852 an der Theologischen Fakultät Halle, wo er von Hermann Hupfeld nachhaltig beeinflusst wurde. Nach Beendigung des Studiums ging er nach Heidelberg zurück, wo er ab Ostern 1852 das Predigerseminar besuchte und als Ehrenphilister im Heidelberger Wingolf aufgenommen wurde.
Nach bestandener Prüfung am 1. Juli 1853 erwarb er sich am 17. Dezember das Lizentiat der Theologie, wurde im Dezember 1853 Stadtvikar in Durlach, war im August 1854 Garnisonsprediger in Mannheim und habilitierte sich am 14. Juni 1858 für das Fach Theologie des Alten Testaments an der Universität Heidelberg. Dort wirkte Riehm als zweiter Lehrer am Predigerseminar, hielt über die Exegese des Alten und Neuen Testaments Vorlesungen und versah die Stelle eines zweiten Universitätspredigers. In Heidelberg wurde er am 3. Juni 1861 zum außerordentlichen Professor ernannt. Ihm wurde am 30. April 1862 eine ordentliche Professur an der Universität Greifswald geboten, jedoch auf Betreiben von Hupfeld ging er am 11. August 1862 in gleicher Eigenschaft nach Halle und wurde dort nach Hupfelds Tod 1866 ordentlicher Professor der Theologie. 1863 wurde er Ehrenphilister im Hallenser Wingolf.
1881 war er Rektor der Hallenser Alma Mater. Er gehörte seit 1878 der evangelischen sächsischen Provinzialsynode an, wurde 1885 Vorstand derselben sowie der altpreußischen Generalsynode. Überdies beteiligte er sich als Redakteur an der Zeitschrift Theologische Studien und Kritiken und war seit 1865 Mitarbeiter der Halleschen Kommission für die Revision der Luther’schen Bibelübersetzung. Ehrenvolle Berufungen an die Universitäten Leipzig, Kiel und Tübingen sowie das Amt als Generalsuperintendent von Westpreußen schlug er aus.

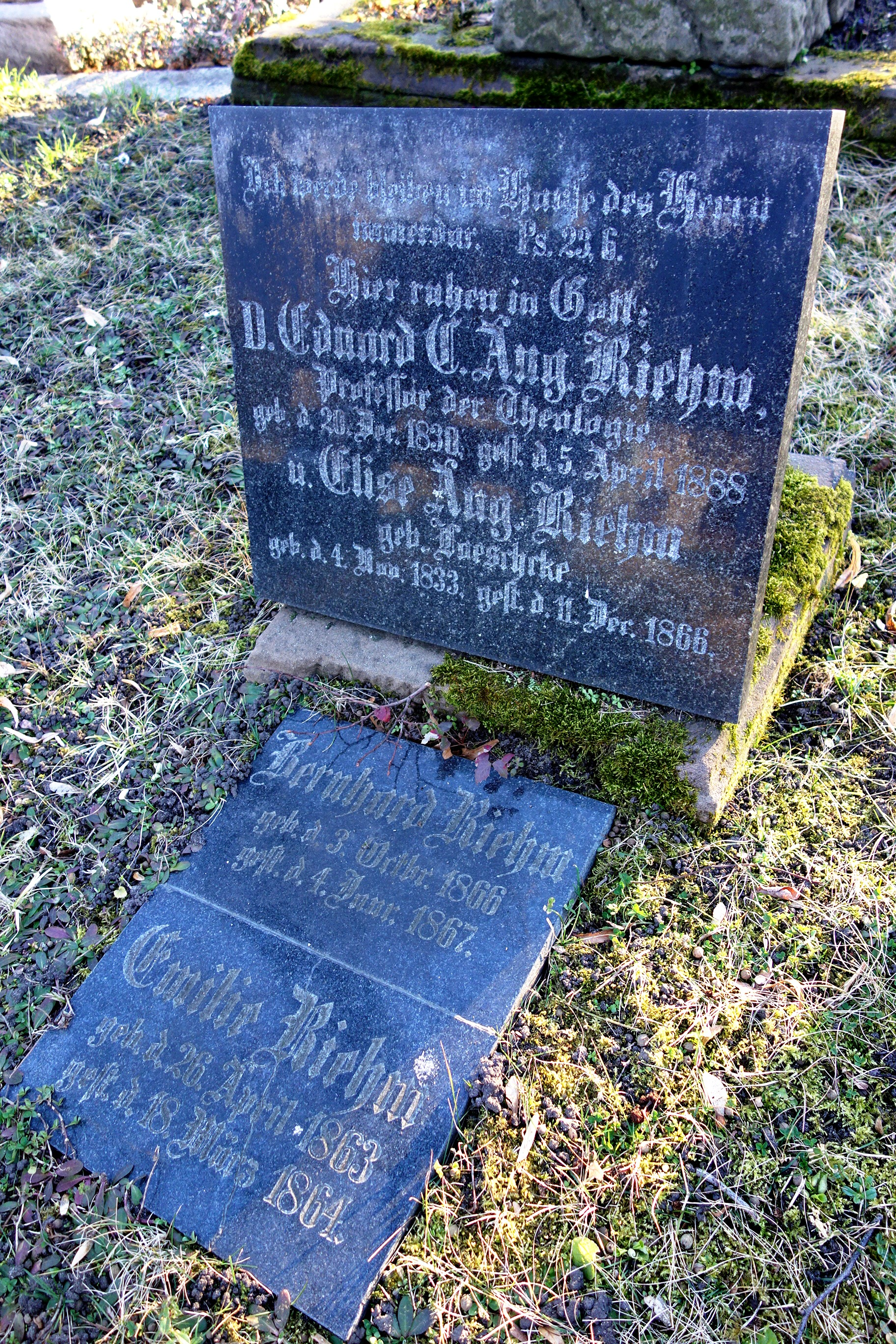
Grabstätte Riehm auf dem Stadtgottesacker in Halle/Saale

Riehm starb an einer Herz- und Nierenkrankheit. Er wurde auf dem halleschen Stadtgottesacker bestattet.
Riehm gilt als Vermittlungstheologe zwischen den streng wissenschaftlichen und den kirchlichen Interessen. Er suchte mit einem unbestechlichen Wahrheitssinn in den wissenschaftlichen Fragen zu agieren und entwickelte eine schlichte, aufrichtige Frömmigkeit. So suchte er die praktischen Ziele der evangelischen Kirche zu vereinigen.

## Familie
Riehm war zwei Mal verheiratet. Seine erste Ehe schloss er am 19. April 1855 mit Elise Löschcke (* 4. November 1833 in Dresden; † 11. Dezember 1866 in Giebichenstein), der Tochter eines Dresdner Weinhändlers. Seine zweite Ehe ging er am 31. März 1869 mit Anna Braune (* 15. Mai 1850 in Köslin; † 29. März 1936 in Halle (Saale)) ein, der Tochter des Hallenser Postdirektors. Aus der ersten Ehe gingen sieben Kinder hervor (unter anderem Gottfried Riehm), aus der zweiten sechs. Die Söhne Georg Karl Christian Riehm (* 5. Oktober 1859 in Heidelberg; † 29. Mai 1899 in Klötze) und Otto Theodor Riehm (* 26. Dezember 1873 in Giebichenstein; † 21. Dezember 1920 in Aschersleben) waren ebenfalls Theologen.

## Werke (Auswahl)
- Die Gesetzgebung Mosis im Lande Moab. Gotha 1854
- Der Lehrbegriff des Hebräerbriefs. Ludwigsburg 1858 u. 1859
- Ueber die besondere Bedeutung des Alten Testaments für die religiöse Erkenntniß und das religiöse Leben der christlichen Gemeinde. Halle 1864
- De natura et notione symbolica Cheruborum. 1864
- Herm. Hupfeld’s Kommentar über „Die Psalmen“. Halle 1867–1871, 4 Bände
- Die messianischen Weissagungen. Gotha 1875, 2. Auflage 1885, englisch von Jefferson, Edinburgh 1876
- Der Begriff der Sühne im Alten Testament. Gotha 1877
- Das erste Buch Mose in revidiertem Text. 1873
- Religion und Wissenschaft. Gotha 1881
- Der biblische Schöpfungsbericht. Halle 1881
- Zur Revision der Lutherbibel. Halle 1882
- Handwörterbuch des biblischen Altertums. Bielefeld und Leipzig 1884, 2 Bände